# Michael Marsh
Pour les articles homonymes, voir Mike Marsh et Marsh.
Michael Lawrence "Mike" Marsh, né le 4 août 1967, est un ancien athlète américain, champion olympique sur 200 m aux Jeux olympiques d'été de 1992.

## Biographie
Mike Marsh est né à Los Angeles et a été à l'école secondaire de Hawthorne où il a commencé l'athlétisme qu'il continua à UCLA. Pendant ces années d'étude, sa meilleure performance a été une troisième place aux championnats NCAA.
Bien que Marsh concourût avec les meilleurs au niveau national, il ne réussit à se qualifier pour une épreuve internationale qu'en 1991, avec le relais 4 × 100 m pour les Championnats du monde. Marsh participa aux séries mais pas à la finale remportée par les Américains. L'année suivante, lors des sélections américaines pour les Jeux olympiques de Barcelone, Marsh, qui avait couru cette saison le 100 m en 9 s 93, ce qui en adoptant des facteurs de correction tenant compte de l'altitude et du vent en faisait le 100 m le plus rapide jamais connu, ne terminait que quatrième. C'était insuffisant pour se qualifier en individuel mais lui permettait de faire partie du relais 4 × 100 m. Sur 200 m, il terminait deuxième derrière Michael Johnson et se qualifiait pour les Jeux.
À Barcelone, Marsh surprenait tous les observateurs en demi-finale. Il contrôla la course, assurant simplement la qualification. Son temps final fut de 19 s 73, seulement un centième de seconde de plus que le record du monde détenu par Pietro Mennea. Cette course était remarquable car il s'était relevé dix mètres avant l'arrivée, avouant plus tard à l'interview qu'il n'avait pas réalisé qu'il courait si vite et qu'il voulait garder de l'énergie pour la finale qui était quelques heures plus tard. Une analyse non officielle de la vidéo de la course a indiqué qu'il aurait franchi la ligne en 19 s 65 s'il n'avait pas ralenti, améliorant ainsi le record réalisé en altitude par Mennea. Dans l'autre demi-finale, Michael Johnson, victime d'un intoxication alimentaire contractée quelques jours auparavant, ne se qualifia pas pour la finale.
En finale, tout le monde s'attendait à un record mais Marsh n'arriva pas à satisfaire cette attente. Il gagna néanmoins le titre, battant le Namibien Frankie Fredericks. Marsh réussit malgré tout à établir un nouveau record du monde durant ces jeux. Ce fut avec le relais 4 × 100 m américain en 37 s 40 (record effacé depuis par le relais Jamaïcain en 37 s 10 lors des JO de Pékin 2008).
Champion olympique en titre, il n'obtint pourtant pas de médaille lors des Championnats du monde de 1993 à Stuttgart, se classant quatrième du 200 m.
Sa saison 1994 se déroula sans aucune victoire mais il revint en force en 1995. Il remportait le titre sur 100 m et se qualifiait pour les Championnats du monde de Göteborg. Il ne se classa que cinquième. La déception fut complète lorsque le relais américain fut éliminé en série à la suite d'un mauvais passage de témoin.
En 1996, Marsh se qualifia pour les trois épreuves de sprint des Jeux olympiques d'Atlanta. Il atteignit la finale des trois épreuves. Sur 100 m, il se classa cinquième et termina dernier sur 200 m alors qu'il essayait de défendre son titre. Michael Johnson remporta la course et battit le record du monde en 19 s 32. Le relais américain, avec Marsh comme troisième relayeur, était le grand favori de la finale, mais dut se contenter de la médaille d'argent derrière le relais canadien.
Marsh s'est retiré de la compétition après la saison 1997 lors de laquelle il s'était encore qualifié pour la finale du 100 m des Championnats du monde, y terminant néanmoins à la dernière place.

## Palmarès

### Jeux olympiques d'été
- Jeux olympiques d'été de 1992 à Barcelone ( Espagne)
  -  Médaille d'or sur 200 m
  -  Médaille d'or en relais 4 × 100 m
- Jeux olympiques d'été de 1996 à Atlanta ( États-Unis)
  - 5e sur 100 m
  - 8e sur 200 m
  -  Médaille d'argent en relais 4 × 100 m

### Championnats du monde d'athlétisme
- Championnats du monde d'athlétisme de 1993 à Stuttgart ( Allemagne)
  - 4e sur 200 m
- Championnats du monde d'athlétisme de 1995 à Göteborg ( Suède)
  - 5e sur 100 m
- Championnats du monde d'athlétisme de 1997 à Athènes ( Grèce)
  - 8e sur 100 m

## Records
- record du monde en relais 4 × 100 m en 37 s 67 avec Leroy Burrell, Dennis Mitchell et Carl Lewis le 7 août 1991 à Zurich (amélioration du record détenu par le relais français composé de Daniel Sangouma, Jean-Charles Trouabal, Bruno Marie-Rose et Max Morinière, sera battu le 1er septembre 1991 par le relais américain composé d'Andre Cason, Leroy Burrel, Dennis Mitchell et Carl Lewis)
- record du monde en relais 4 × 100 m en 37 s 40 avec Leroy Burrel, Dennis Mitchell et Carl Lewis le 8 août 1992 à Barcelone (amélioration du record détenu par le relais américain composé de Cason, Burrel, Mitchell et Lewis, sera égalé le 21 août 1993 par le relais américain composé d'Andre Cason, Jon Drummond, Leroy Burrel, Dennis Mitchell)